# أوجينيو مونتالي
أوجينيو مونتالي (بالإيطالية: Eugenio Montale) هو شاعر إيطالي، ناثر، مترجم ومحرر، ولد في جنوة في 12 أكتوبر 1896 وتوفي في 12 سبتمبر 1981 في ميلانو. حصل على جائزة نوبل في الأدب لسنة 1975 .

## حياته
وُلد مونتالي في مدينة جنوة لعائلة تعمل في تجارة المواد الكيميائية. وتصوّر ابنة اخت الشاعر، بيانكا مونتالي، في كتابها (سجل العائلة) الصادر عام 1986، صفات العائلة الشائعة كالحياء، والتوتر، والإيجاز في الكلام، وروح الفكاهة الخاصة، والميل إلى إظهار أسوأ مافي الأمور. أما مونتالي، أصغر أفراد أسرته المكونة من ستة أبناء فيقول عن عائلته:
كانت عائلتنا كبيرة، فقد كان أخي يعمل، وحصلت أختي الوحيدة على التعليم الجامعي، أما أنا فلم أمتلك تلك الفرص. ففي العديد من العائلات، هناك بعض الترتيبات غير المنصوصة التي تقول أن مهمة رفع اسم العائلة غير منوطة بأصغر أفرادها.
عمل مونتالي كمحاسب في سنة 1915، لكنه ترك المهنة ليلاحق عشقه الأدبي عبر التعليم الذاتي، فقد كان يتردد على مكتبات المدينة، ويحرص على حضور دروس أخته ماريانا الفلسفية الخاصة، كما أنه درس غناء الأوبرا.

وقد أسر خياله العديد من الأمور في سنين بلوغه، من الكتّاب كان الشاعر الإيطالي دانتي أليغييري، بالإضافة إلى دراسته للعديد من اللغات الأجنبية، والإنجليزية بشكل خاص، وكذلك كان تأثره بالمناظر الطبيعية في ليفانتي (شرق ليغويريا) حيث قضى أيام العطل مع عائلته.

تم استدعاء مونتالي للجبهة أثناء الحرب العالمية الأولى بصفته عضوًا في الأكاديمية العسكرية في بارما، لكن تجربته كملازم مشاة لم تدم طويلًا إذ عاد إلى الوطن في عام 1920.

## أعماله الشعرية
كتب مونتالي عددًا يسيرًا من الأعمال، منها أربع مقتطفات أدبية من القصائد الغنائية القصيرة، بعض الترجمات الشعرية، عددًا من الترجمات للكتب النثرية، كتابين في النقد الأدبي وواحدًا في النثر الخيالي. إضافًة لأعماله الإبداعية التي ساهم بها في أهم الصحف الإيطالية.

## سنواته الأخيرة
عاش مونتالي في مدينة ميلان منذ عام 1948 حتّى وفاته، وقد كانت محررًا موسيقيًا ومراسلًا عن بعد، فقد ذهب إلى فلسطين ليتابع تحركات البابا بولس السادس. وقد تم جمع أعماله الصحفية في مجلد (بعيدًا عن الوطن) عام 1969. وقد كان (العاصفة وأشياء أخرى) 1956 آخر أعمال مونتالي الشعرية المحتفى بها.
أما ذروة نجاحه العالمية فقد ساهم فيها استلامه الشهادات الفخرية من ميلان عام 1961، كامبريدج عام 1967، روما عام 1974. وتم إعطاءه مقعدًا مدى الحياة في مجلس الشيوخ الإيطالي. وفي عام 1975 استلم مونتالي جائزة نوبل في الأدب.

## روابط خارجية
- أوجينيو مونتالي على موقع IMDb (الإنجليزية)
- أوجينيو مونتالي على موقع الموسوعة البريطانية (الإنجليزية)
- أوجينيو مونتالي على موقع مونزينجر (الألمانية)
- أوجينيو مونتالي على موقع ميوزك برينز (الإنجليزية)
- أوجينيو مونتالي على موقع إن إن دي بي (الإنجليزية)
- أوجينيو مونتالي على موقع ديسكوغز (الإنجليزية)
- أوجينيو مونتالي على موقع قاعدة بيانات الفيلم (الإنجليزية)